# Heartbreak
Heartbreak is een Amerikaanse dramafilm uit 1931 onder regie van Alfred L. Werker. Destijds werd de film in Nederland uitgebracht onder de titel Gebroken harten.

## Verhaal
Kort voor de Amerikaanse deelname aan de Eerste Wereldoorlog is John Merrick een diplomaat aan de Amerikaanse ambassade in Wenen. Tijdens een liefdadigheidsactie maakt John kennis met gravin Vilma Walden en er ontstaat al spoedig een romance tussen hen beiden. De oorlogszuchtige kapitein Wolke is echter ook geïnteresseerd in Vilma.

## Rolverdeling
| Acteur            | Personage               |
| ----------------- | ----------------------- |
| Charles Farrell   | John Merrick            |
| Madge Evans       | Gravin Vilma Walden     |
| Paul Cavanagh     | Kapitein Wolke          |
| Hardie Albright   | Graaf Carl Walden       |
| John Arledge      | Jerry Sommers           |
| Claude King       | Graaf Walden            |
| John St. Polis    | Amerikaanse ambassadeur |
| Albert Conti      | Verbindingsofficier     |
| Theodore von Eltz | Militaire aanklager     |